# Xenimpia albicaput
Xenimpia albicaput là một loài bướm đêm trong họ Geometridae.